# Beatriz Garcíaová Vidaganyová
Beatriz Garcíaová Vidaganyová (nepřechýleně: García Vidagany, * 17. listopadu 1988 Valencie) je bývalá španělská profesionální tenistka, hrající levou rukou. Ve své kariéře na okruhu WTA Tour nevyhrála žádný turnaj. V rámci okruhu ITF získala dva tituly ve dvouhře a čtyři ve čtyřhře.
Na žebříčku WTA byla ve dvouhře nejvýše klasifikována v červenci 2010 na 146. místě a ve čtyřhře pak v březnu 2015 na 148. místě.
Kariéru ukončila ve 27 letech během prosince 2015 pro opakovaná zranění, když v průběhu profesionální dráhy podstoupila tři operace kolena. Absentovala také kvůli vyhřezlé meziobratlové ploténce, poškození vazů nohy a před skončením ji více než rok trápilo bolestivé zápěstí. Následně začala studovat fyzioterapii.

## Tenisová kariéra
V rámci událostí okruhu ITF debutovala v srpnu 2003, když na turnaji v portugalské Coimbře, dotovaném 10 tisíci dolary, prošla kvalifikačním sítem. Ve druhém kole dvouhry podlehla Italce Alici Balducciové. Premiérový singlový titul v této úrovni tenisu vybojovala během června 2008 na tortoské události s rozpočtem 10 tisíc dolarů. Ve finále přehrála Britku Amandu Carrerasovou z osmé světové stovky. O týden později debutovala v kvalifikaci turnaje okruhu WTA Tour, když zasáhla do antukového Torneo Barcelona Kia 2008. Po dvou gamech proti Francouzce Lauře Thorpeové však duel skrečovala.
Hlavní soutěž na túře WTA si poprvé zahrála na dubnovém Andalucia Tennis Experience 2010 v Marbelle, kde v závěru tříkolové kvalifikace přehrála Rumunku Moniku Niculescuovou. Jako členka třetí světové stovky na úvod marbellské dvouhry vyřadila Němku Kristinu Barroisovou, figurující na 87. příčce žebříčku. Jednalo se o její premiérovou výhru nad členkou Top 100. Ve druhé fázi jedinkrát v kariéře zdolala hráčku z první světové desítky, když si poradila s belgickou světovou desítkou Kim Clijstersovou. Ve čtvrtfinále však nestačila na Italku Saru Erraniovou.
Debut na turnajích kategorie Premier zaznamenala na Mutua Madrileña Madrid Open 2010, v nejvyšší úrovni Premier Mandatory, po kvalifikačním vítězství nad Jekatěrinou Makarovovou. V úvodu madridského singlu ji zastavila čínská světová třináctka Li Na. O týden později poprvé zasáhla do grandslamové kvalifikace. Na French Open 2010 ji ve druhém kvalifikačním kole přehrála Číňanka Čang Šuaj, přestože získala úvodní sadu. Na grandslamech se nikdy neprobojovala do hlavní soutěže. Maximem se stalo třetí kolo kvalifikace ve Wimbledonu 2010, v němž nestačila na Maďarku z druhé světové stovky Grétu Arnovou.

## Tituly na okruhu ITF
| Dotace turnajů okruhu ITF | Dotace turnajů okruhu ITF |
| ------------------------- | ------------------------- |
| 100 000 $ tournaments     |                           |
| 75 000 $ tournaments      |                           |
| 50 000 $ tournaments      |                           |
| 25 000 $ tournaments      |                           |
| 15 000 $ tournaments      |                           |
| 10 000 $ tournaments      |                           |

### Dvouhra: 7 (2–5)
| Stav       | č. | datum         | turnaj                 | povrch | poražená finalistka       | výsledek           |
| ---------- | -- | ------------- | ---------------------- | ------ | ------------------------- | ------------------ |
| Finalistka | 1. | únor 2007     | Mallorca, Španělsko    | antuka | Tatjana Priachinová       | 3–6, 3–6           |
| Vítězka    | 1. | květen 2008   | Tortosa, Španělsko     | antuka | Amanda Carrerasová        | 6–2, 6–3           |
| Vítězka    | 2. | duben 2009    | Vic, Španělsko         | antuka | Aleksandra Josifoská      | 2–6, 6–2, 6–2      |
| Finalistka | 2. | říjen 2009    | Granada, Španělsko     | tvrdý  | María Irigoyenová         | 7–5, 2–6, 4–3skreč |
| Finalistka | 3. | červen 2010   | Pozoblanco, Španělsko  | tvrdý  | Olivia Sanchezová         | 3–6, 4–6           |
| Finalistka | 4. | květen 2012   | Brescia, Itálie        | tvrdý  | Anna Karolína Schmiedlová | 3–6, 2–6           |
| Finalistka | 5. | červenec 2013 | Contrexéville, Francie | antuka | Timea Bacsinszká          | 1–6, 1–6           |

### Čtyřhra (4 tituly)
| Č. | datum          | turnaj                           | povrch | spoluhráčka              | poražené finalistky                                      | výsledek              |
| -- | -------------- | -------------------------------- | ------ | ------------------------ | -------------------------------------------------------- | --------------------- |
| 1. | 8. října 2006  | Granada, Španělsko               | antuka | Julija Parasjuková       | Carolina Gago Fuentesová Verdiana Verardiová             | 6–4, 6–4              |
| 2. | 29. října 2006 | Sant Cugat del Vallès, Španělsko | antuka | Nuria Sánchez Garcíaová  | Cristina Sánchez-Quintanarová Francisca Sintès Martínová | 3–6, 6–3, 6–3         |
| 3. | 16. února 2014 | São Paulo, Brazílie              | antuka | Dinah Pfizenmaierová     | Mariana Duque Mariñová Paula Cristina Gonçalvesová       | 7–6(8–6), 4–6, [10–8] |
| 4. | 2. června 2014 | Marseille, Francie               | antuka | Lourdes Domínguez Linová | Julia Bejgelzimerová Olga Savčuková                      | 6–1, 6–2              |

## Postavení na konečném žebříčku WTA

### Dvouhra
| Rok    | 2005 | 2006   | 2007   | 2008   | 2009   | 2010   | 2011   | 2012   | 2013   | 2014   | 2015   |
| Pořadí | 723. | ▲ 616. | ▲ 460. | ▼ 717. | ▲ 279. | ▲ 177. | ▼ 239. | ▼ 294. | ▲ 236. | ▼ 238. | ▼ 599. |

### Čtyřhra
| Rok    | 2006 | 2007   | 2008   | 2009   | 2010   | 2011   | 2012   | 2013   | 2014   | 2015   |
| Pořadí | 457. | ▼ 498. | ▼ 801. | ▲ 577. | ▲ 451. | ▲ 348. | ▼ 691. | ▲ 500. | ▲ 159. | ▼ 254. |